# Intervalo (música)

Intervalo é a diferença de altura entre duas notas. São classificados quanto à simultaneidade ou não dos sons e à distância (altura) entre eles.
Na música ocidental, os intervalos são estudados a partir da divisão diatônica da escala. As unidades de medida de intervalos, baseadas na escala logarítmica, são o tom e o semitom. Para intervalos menores que um semitom, são utilizados o savart e o cent (o mais utilizado atualmente).

## Tipos
Na escala diatônica, a primeira classificação de um intervalo é quanto à ocorrência de simultaneidade em sua execução. Assim, o intervalo será melódico quando os sons aparecerem em sucessão um ao outro, ou harmônico, caso sejam executados no mesmo instante. 

### Intervalo Simples e Composto
O intervalo também pode ser simples ou composto, dependendo da distância entre uma e outra nota:
- - Simples: Quando se acha contido dentro de uma oitava.

- - Composto: Quando ultrapassa uma oitava.

### Intervalo melódico
Pode ser classificado quando:
- - A posição do segundo som em relação ao primeiro. Assim, o intervalo será ascendente se o segundo som for de maior frequência (mais agudo) que o primeiro e será descendente caso o segundo som seja de menor frequência (mais grave) que o primeiro.

- - A distância entre os dois sons. Será conjunto o intervalo que distancia de uma segunda (2b, 2 ou 2#) entre as notas e serão disjuntos todos os outros.

### Intervalo harmónico
O intervalo harmónico é quando as duas notas são tocadas simultaneamente.

## Nomes

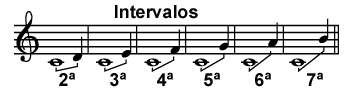
Intervalos musicais

Os nomes dos intervalos da escala diatónica são dados pela distância vertical entre duas notas – intervalo de segunda entre duas notas seguidas (distância de 2 notas), terça ou terceira entre duas notas cuja distância é de 3 notas, quarta quando a distância é de 4 notas, etc. – mais o designativo que indica se a frequência entre os intervalos são mais ou menos consonantes – intervalo justo ou perfeito, menor, maior, aumentado, diminuto, superaumentado ou superdiminuto – chamado também de "qualidade" do intervalo.
Assim, temos os seguintes intervalos:
| Número de semitons | Intervalo diatónico | Abreviatura      | Intervalo cromático | Abreviatura | Nomenclatura latina | Abreviatura |
| ------------------ | ------------------- | ---------------- | ------------------- | ----------- | ------------------- | ----------- |
| 0                  | Primeira Justa      | 1ªP              | Segunda diminuta    | 2ªd         |                     |             |
| 1                  | Segunda menor       | 2ªm              | Primeira aumentada  | 1ªA         | Semitom             | S           |
| 2 (1 tom)          | Segunda maior       | 2ªM              | Terceira diminuta   | 3ªd         | Tom                 | T           |
| 3                  | Terceira menor      | 3ªm              | Segunda aumentada   | 2ªA         |                     |             |
| 4 (2 tons)         | Terceira maior      | 3ªM              | Quarta diminuta     | 4ªd         |                     |             |
| 5                  | Quarta Justa        | 4ªP              | Terceira aumentada  | 3ªA         |                     |             |
| 6 (3 tons)         | Quarta aumentada    | Quarta aumentada | Quarta aumentada    | 4ªA         | Trítono             | TT          |
| 6 (3 tons)         | Quinta diminuta     | Quinta diminuta  | Quinta diminuta     | 5ªd         | Trítono             | TT          |
| 7                  | Quinta Justa        | 5ªP              | Sexta diminuta      | 6ªd         |                     |             |
| 8 (4 tons)         | Sexta menor         | 6ªm              | Quinta aumentada    | 5ªA         |                     |             |
| 9                  | Sexta maior         | 6ªM              | Sétima diminuta     | 7ªd         |                     |             |
| 10 (5 tons)        | Sétima menor        | 7ªm              | Sexta aumentada     | 6ªA         |                     |             |
| 11                 | Sétima maior        | 7ªM              | Oitava diminuta     | 8ªd         |                     |             |
| 12 (6 tons)        | Oitava Justa        | 8ªP              | Sétima aumentada    | 7ªA         |                     |             |

- Observação: Alguns autores chamam o intervalo de Primeira Justa apenas de uníssono, isto não está correto. Uníssono é o termo que se dá quando dois ou mais sons de mesma altura são produzidos simultaneamente. Portanto, quando dois ou mais sons de mesma altura são produzidos sucessivamente, isto é, um após o outro, não há Uníssono e ainda assim existe o intervalo de Primeira Justa.

Nota:
Um intervalo menor, quando decrescido de um semitom, se transforma em um intervalo diminuto.
Um intervalo maior, quando acrescido de um semitom, se transforma em um intervalo aumentado.
Um intervalo diminuto, quando decrescido de mais de um semitom, se transforma em um intervalo  mais que diminuto, ou super diminuto.
Um intervalo aumentado, quando acrescido de um semitom, se transforma em um intervalo mais que aumentado ou super aumentado.
Um intervalo justo, quando decrescido de um semitom, se transforma em um intervalo diminuto.
Um intervalo justo, quando acrescido de um semitom, se transforma em um intervalo aumentado
Os intervalos com a mesma distância em semitons mas com nomes diferentes, como por exemplo a quarta aumentada e a quinta diminuta, ou a terça diminuta e a segunda maior, têm o nome de intervalos enarmónicos.
Existe um meio mais racional e fácil de se saber a qualidade de um dado intervalo sem ter de contar o número de semitons entre as notas. Basta ter em conta o facto de, na escala diatónica ou natural, a distância entre todas as notas é de um tom, excepto entre as notas Mi e Fá, e Si e Dó, onde o intervalo é de um semitom - são os chamados semitons naturais.
Uma vez identificado onde se localizam esses semitons naturais, basta ter em conta que:
- Nos intervalos de segunda e terceira são maiores os que não possuem, isto é, não "passam por" nenhum semitom natural.
- Nos intervalos de sexta e sétima, são maiores os que possuem apenas um semitom natural.
- Os intervalos de quarta e quinta são todos perfeitos, com excepção do trítono (quarta aumentada ou quinta diminuta).

Resumo:
Os intervalos de 2ª podem ser maiores, menores, diminutos ou aumentados:
Exemplo:
2ª maior: DÓ - RÉ (um tom)
2ª menor: DÓ - RÉb (1/2 tom)
2ª diminuta: DÓ - RÉbb (enarmonia)
2ª aumentada DÓ - RÉ# (1 tom e meio)
Os intervalos de 3ª podem ser maiores, menores, diminutos ou aumentados:
Exemplo:
3ª maior: DÓ - MI (2 tom)
3ª menor: DÓ - MIb (1 tom e meio)
3ª diminuta: DÓ - MIbb (1 tom)
3ª aumentada DÓ - MI# (2 tom e meio)
Os intervalos de 4ª podem ser justos, diminutos ou aumentados:
Exemplo:
4ª justa: DÓ - FA (2 tons e meio)
4ª diminuta: DÓ - FAb (2 tons)
4ª aumentada: DÓ - FA# (3 tons)
Os intervalos de 5ª podem ser justos, diminutos ou aumetados:
Exemplo:
5ª justa: DÓ - SOL (3 tons e meio)
5ª diminuta: DÓ - SOLb (3 tons)
5ª aumentada: DÓ - SOL# (4 tons)
Os intervalos de 6ª podem ser maiores, menores, diminutos ou aumentados:
Exemplo:
6ª maior: DÓ - LA (4 tons e meio)
6ª menor: DÓ - LAb (4 tons)
6ª diminuta: DÓ - LAbb (3 tons e meio)
6ª aumentada DÓ - LA# (5 tons)
Os intervalos de 7ª podem ser maiores, menores, diminutos ou aumentados:
Exemplo:
7ª maior: DÓ - SI (5 tons e meio)
7ª menor: DÓ - SIb (5 tons)
7ª diminuta: DÓ - SIbb (4 tons e meio)
Os intervalos de 8ª podem ser justos, diminutos ou aumentados:
Exemplo:
8ª justa: DÓ - DÓ (6 tons)
8ª diminuta: DÓ - DÓb (5 tons e meio)
8ª aumentada: DÓ - DÓ# (6 tons e meio)